# 네아가리정
네아가리정(根上町)은 이시카와현 노미군에 놓여졌던 정이다.
일본해에 접해, 제85대· 제86대 내각총리대신·모리 요시로나 메이저리거·마츠이 히데키의 출신지로서 알려져 마츠야마 호스테스 살해 사건을 일으킨 후쿠다 카즈코의 잠복지이기도 했다.
올바른 읽기는 「상승」이지만, 현지나 주변 자치체에서는 「네가미」라고 속칭되기도 한다.
2005년 2월 1일, 노미군의 데라이정·다쓰구치정과 합병해 노미시가 되었다.

## 역사
- 1907년 - 3개의 촌을 합병해 네아가리촌이 성립하였다.
- 1956년 9월 30일 - 요시다촌을 편입 합병하였다.
- 2005년 1월 10일 - (구) 노미시에 합병을 향해서 폐정식이 거행되었다.

## 교통

### 철도
- 서일본 여객철도 호쿠리쿠 본선

### 도로
- 호쿠리쿠 자동차도
- 국도 8호선
- 국도 8호선 (니시가나자와 나들목)